# 能動カテーテル
能動カテーテル（のうどうカテーテル）とは、マイクロアクチュエータを搭載し、その動作を体外から自在にコントロールできるカテーテルのこと。
内視鏡や心臓内で用いられている一部のカテーテルは、シャフトに内蔵したワイヤーを体外から牽引することで先端部を屈曲制御している。しかし、構造が複雑なため細くすることが難しい。また、ワイヤーの牽引で座屈しないようにシャフトを比較的硬くする必要があり、体内で安全に使える場所が限られる。先端にマイクロアクチュエータを搭載し、能動的に動けるようにすることで、体内の曲がりくねった先でも、その動作を体外から自在にコントロールできるようになる。さらに、マイクロアクチュエータの構成を工夫することで屈曲動作ばかりでなく、ねじれ回転運動や伸縮動作など様々な動きを実現できる。能動機構のためのマイクロアクチュエータとして形状記憶合金やポリマーアクチュエータ、液圧駆動アクチュエータなどが提案されている。また、マイクロアクチュエータを用いていないが、カテーテル先端に小さな磁性体を内蔵し、体外から電磁石を用いて磁気的に牽引するものもある。